# Miguel Dellavalle
Miguel Dellavalle (Córdoba, dicembre 1898 – Córdoba, 22 novembre 1932) è stato un calciatore argentino, di ruolo centrocampista.

## Biografia
Era figlio di un uomo d'origini italiane, Gaetano Dellavalle, e di Rosalía Sánchez, figlia di un cacicco della zona. Fu il quinto figlio della coppia, dopo le femmine Cayetana, Adela, Teresa e Aurora. Visse sempre a Córdoba; una volta ritiratosi dall'attività calcistica sperimentò il tennis e la scherma, con poca fortuna dati i suoi frequenti stati d'ubriachezza. Nel novembre 1932  tentò il suicidio, sparandosi in testa con il suo revolver marca Eiber calibro 32; una settimana dopo la grave ferita che si era provocato lo portò alla morte.

## Caratteristiche tecniche
Giocava come centromediano. Forte fisicamente, agile e dotato di buona tecnica, interpretò con efficacia il suo ruolo.

## Carriera

### Club
Dellavalle entrò a far parte del Belgrano nel 1915: fu incluso nella rosa della Tercera División, una delle divisioni giovanili, esordendo con un gol. Promosso in Segunda División vinse il campionato di categoria e fu aggregato alla prima squadra nel 1916. A partire da quell'anno Dellavalle fu sempre un titolare nel Belgrano, che partecipava al campionato della Liga Cordobesa de Fútbol; il centrocampista fece anche parte della selezione di tale federazione. La sua fama crebbe all'interno della Provincia di Córdoba, e si diffuse anche nel resto del Paese una volta che Dellavalle ebbe debuttato in Nazionale. Il centromediano si ritirò molto presto, a 23 anni; aveva già subito un infortunio a un ginocchio che aveva diminuito il livello delle sue prestazioni, e l'alcolismo lo aveva ulteriormente indebolito.

### Nazionale
Dellavalle debuttò il Nazionale argentina l'8 agosto 1920, nell'incontro tra Argentina e Uruguay valido per il Gran Premio de Honor Argentino; durante quell'incontro fu uno dei migliori in campo e la stampa, il giorno successivo, sottolineò il suo valore. Nello stesso anno partecipò al Campeonato Sudamericano, nel quale esordì il 12 settembre contro l'Uruguay a Valparaíso. Nella partita seguente contro il Cile, padrone di casa, segnò un gol con un tiro forte e angolato da fuori area. Giocò poi il Sudamericano 1921 a Buenos Aires: debuttò il 2 ottobre contro il Brasile all'Estadio Iriarte y Luzuriaga. Per tutto il torneo fu il centromediano titolare, vincendo il torneo e contribuendo con buone prestazioni. Nel 1922 raccolse le ultime presenze in Nazionale nel corso del Sudamericano: in questa competizione scese in campo per la prima volta contro il Cile. Dopo l'incontro con l'Uruguay dell'8 ottobre fu sostituito da Médici, che giocò da centromediano l'ultima gara. Dellavalle non giocò ai livelli che gli avevano permesso di mettersi in evidenza nelle precedenti edizioni, e si ritirò del tutto dal calcio giocato nello stesso anno.

## Statistiche

### Cronologia presenze e reti in Nazionale
| Cronologia completa delle presenze e delle reti in nazionale ― Argentina | Cronologia completa delle presenze e delle reti in nazionale ― Argentina | Cronologia completa delle presenze e delle reti in nazionale ― Argentina | Cronologia completa delle presenze e delle reti in nazionale ― Argentina | Cronologia completa delle presenze e delle reti in nazionale ― Argentina | Cronologia completa delle presenze e delle reti in nazionale ― Argentina | Cronologia completa delle presenze e delle reti in nazionale ― Argentina | Cronologia completa delle presenze e delle reti in nazionale ― Argentina |
| Data                                                                     | Città                                                                    | In casa                                                                  | Risultato                                                                | Ospiti                                                                   | Competizione                                                             | Reti                                                                     | Note                                                                     |
| ------------------------------------------------------------------------ | ------------------------------------------------------------------------ | ------------------------------------------------------------------------ | ------------------------------------------------------------------------ | ------------------------------------------------------------------------ | ------------------------------------------------------------------------ | ------------------------------------------------------------------------ | ------------------------------------------------------------------------ |
| 08/08/1920                                                               | Buenos Aires                                                             | Argentina                                                                | 1 – 0                                                                    | Uruguay                                                                  | Copa Gran Premio de Honor Argentino                                      | 0                                                                        |                                                                          |
| 12/09/1920                                                               | Valparaíso                                                               | Argentina                                                                | 1 – 0                                                                    | Uruguay                                                                  | Campeonato Sudamericano de Football                                      | 0                                                                        |                                                                          |
| 20/09/1920                                                               | Valparaíso                                                               | Cile                                                                     | 1 – 1                                                                    | Argentina                                                                | Campeonato Sudamericano de Football                                      | 1                                                                        |                                                                          |
| 02/10/1921                                                               | Buenos Aires                                                             | Argentina                                                                | 3 – 0                                                                    | Brasile                                                                  | Campeonato Sudamericano de Football                                      | 0                                                                        |                                                                          |
| 16/10/1921                                                               | Buenos Aires                                                             | Argentina                                                                | 3 – 0                                                                    | Paraguay                                                                 | Campeonato Sudamericano de Football                                      | 0                                                                        |                                                                          |
| 30/10/1921                                                               | Buenos Aires                                                             | Argentina                                                                | 1 – 0                                                                    | Uruguay                                                                  | Campeonato Sudamericano de Football                                      | 0                                                                        |                                                                          |
| 28/09/1922                                                               | Rio de Janeiro                                                           | Argentina                                                                | 4 – 0                                                                    | Cile                                                                     | Campeonato Sudamericano de Football                                      | 0                                                                        |                                                                          |
| 08/10/1922                                                               | Rio de Janeiro                                                           | Uruguay                                                                  | 1 – 0                                                                    | Argentina                                                                | Campeonato Sudamericano de Football                                      | 0                                                                        |                                                                          |
| Totale                                                                   |                                                                          | Presenze                                                                 | 8                                                                        |                                                                          | Reti                                                                     | 1                                                                        |                                                                          |

## Palmarès

### Nazionale
- Campeonato Sudamericano de Football: 1

Argentina 1921